# Kako (Schiff)
Die Kako (japanisch 加古) war ein Schwerer Kreuzer der Furutaka-Klasse der Kaiserlich Japanischen Marine, der Anfang der 1920er-Jahre gebaut wurde und im Zweiten Weltkrieg zum Einsatz kam.

## Geschichte

### Bau
Der Bauauftrag für die spätere Kako wurde an Kawasaki vergeben. Diese legte den Rumpf am 17. November 1922 auf ihrer Werft in Kōbe auf Kiel und ließ das Schiff am 10. April 1925 zu Wasser. Die Indienststellung erfolgte am 20. Juli 1926 unter dem Kommando von Kaigun-taisa (Kapitän zur See) Goto Akira, der bereits seit dem 18. September 1925 als sogenannter Oberster Ausrüstungsoffizier (jap. 艤装員長, gisō inchō) mit der Baubelehrung beauftragt gewesen war.

### Einsatzgeschichte
Zu Beginn des Pazifikkrieges Ende 1941 war die Kako der 6. Kreuzerdivision zugewiesen und unter anderem an der Besetzung von Guam und dem zweiten Angriff auf die Insel Wake am 23. Dezember 1941 beteiligt. Später unterstützte die Kako Operationen auf den Salomonen und in Neuguinea, einschließlich der Eroberung von Rabaul, Salamaua und der Admiralitätsinseln. Sie war auch an der Schlacht im Korallenmeer im Mai 1942 beteiligt.
Der Kreuzer nahm auch an der Schlacht vor Savo Island am 9. August 1942 teil. Dabei beschädigte die Kako die US-amerikanischen Kreuzer Astoria und Vincennes und half bei der Versenkung der Quincy und des australischen Kreuzers Canberra. Die Kako trug während des ersten Gefechts keine Schäden davon.

### Untergang
Am 10. August 1942 auf dem Rückmarsch nach Kavieng, nachdem Vizeadmiral Mikawa die 6. Kreuzerdivision (Furutaka, Kako, Aoba und Kinagusa) entlassen hatte, wurde diese um 6:50 von dem US-amerikanischen U-Boot S-44 unter dem Kommando von Lieutenant Commander John R. Moore nördlich von Neuirland bei der Insel Simberi gesichtet, nur gesichert durch ein Bordflugzeug der Aoba. Das U-Boot ließ um 7:06 vier Torpedos des Typs Mark 10 aus einer Entfernung von 700 Metern auf das letzte Schiff des Verbandes los. Um 7:08 trafen drei von diesen Torpedos die Kako auf der Steuerbordseite in schneller Folge. Der erste schlug auf Höhe des Turm „A“ ein, während die anderen beiden mittschiffs in der Nähe des vorderen Magazins und zwischen den Kesselräumen 1 und 2 einschlugen. Durch schnell eindringendes Wasser kippte das Schiff auf die Steuerbordseite und verschwand um 7:15 auf Position 2° 28′ S, 152° 11′ O von der Wasseroberfläche. Achtundsechzig Besatzungsmitglieder wurden getötet, der Kommandant Kapitän zur See Takahashi und 649 Mann konnten durch die anderen Schiffe des Verbandes gerettet werden. Die Kako wurde am 15. September 1942 aus der Flottenliste der Schiffe der Kaiserlichen Japanischen Marine gestrichen.

## Name
Die Kako war das erste Kriegsschiff einer japanischen Marine, das diesen Namen trug, benannt nach dem Fluss Kakogawa in der Präfektur Hyōgo.

## Liste der Kommandanten
| Nr. | Name                                | Beginn der Amtszeit | Ende der Amtszeit  | Bemerkungen                                                        |
| --- | ----------------------------------- | ------------------- | ------------------ | ------------------------------------------------------------------ |
| 1.  | Kapitän zur See Goto Akira          | 20. Juli 1926       | 15. November 1927  | seit 18. September 1925 mit der Baubelehrung betraut               |
| 2.  | Kapitän zur See Yoshitake Junzo     | 15. November 1927   | 10. Dezember 1928  |                                                                    |
| 3.  | Kapitän zur See Akiyama Toraroku    | 10. Dezember 1928   | 30. November 1929  |                                                                    |
| 4.  | Kapitän zur See Kondō Nobutake      | 30. November 1929   | 18. Juni 1930      |                                                                    |
| 5.  | Kapitän zur See Nakamura Kamezaburo | 18. Juni 1930       | 1. Dezember 1930   |                                                                    |
| 6.  | Kapitän zur See Inoue Katsuzumi     | 1. Dezember 1930    | 1. Dezember 1931   |                                                                    |
| 7.  | Kapitän zur See Koga Shichisaburo   | 1. Dezember 1931    | 1. Dezember 1932   |                                                                    |
| 8.  | Kapitän zur See Mito Shunzo         | 1. Dezember 1932    | 15. November 1933  |                                                                    |
| 9.  | Kapitän zur See Yokoyama Tokujiro   | 15. November 1933   | 15. November 1934  |                                                                    |
| 10. | Kapitän zur See Kashiwagi Ei        | 15. November 1934   | 15. November 1935  |                                                                    |
| 11. | Kapitän zur See Aihara Aritaka      | 15. November 1935   | 1. Juli 1936       |                                                                    |
| 12. | Kapitän zur See Oshima Kenshiro     | 1. Juli 1936        | 1. Dezember 1936   |                                                                    |
| 13. | Kapitän zur See Okamura Masao       | 1. Dezember 1936    | 1. Dezember 1937   |                                                                    |
| 14. | Kapitän zur See Kamata Michiaki     | 1. Dezember 1937    | 20. Oktober 1938   |                                                                    |
| 15. | Kapitän zur See Ogata Masaki        | 20. Oktober 1938    | 1. Mai 1939        |                                                                    |
| -   | Kapitän zur See Ito Akira           | 1. Mai 1939         | 1. Juli 1939       | Kommandant der Furutaka, mit der Wahrnehmung der Geschäfte betraut |
| 16. | Kapitän zur See Edo Heitarō         | 1. Juli 1939        | 15. November 1939  |                                                                    |
| 17. | Kapitän zur See Horie Giichiro      | 15. November 1939   | 15. Oktober 1940   |                                                                    |
| 18. | Kapitän zur See Kinoshita Mitsuo    | 15. Oktober 1940    | 15. September 1941 |                                                                    |
| 19. | Kapitän zur See Takahashi Yuji      | 15. September 1941  | 10. August 1942    |                                                                    |